# Красноключинское сельское поселение
Красноключинское сельское поселение — сельское поселение в Нижнекамском районе Татарстана.
Административный центр — село Красный Ключ.
В состав поселения входят 2 населённых пункта.
Красноключинское сельское поселение граничит с муниципальным образованием «город Нижнекамск», Простинским сельским поселением и Елабужским районом.

## Административное деление
- пос. Красный Ключ
- пос. Пробуждение
- СНТ Кошчылык
- СНТ Птицевод